# Страдовский, Александр Христианович
Александр Христианович Страдовский (1848—1906) — генерал-майор Русской императорской армии.

## Биография
Лютеранин. В 1868 году окончил классическую гимназию, в 1871 году — Константиновское военное училище, выпущен подпоручиком 11 августа. Участвовал в русской-турецкой войне, в 1878 году за отличие по службе был произведён в штабс-капитаны; переименован в поручики гвардии в 1880 году, штабс-капитан гвардии с 1885 года, капитан гвардии с 1888 года. Служил в лейб-гвардии 2-м стрелковом батальоне. 
Полковник с 1893 года. С 4 сентября 1893 года по 11 января 1900 года — командир батальона в Александровском военном училище. Затем, до 3 августа 1900 года служил в 4-м Варшавском Крепостном пехотном полку и до апреля 1904 года — в 8-м стрелковом полку в Ченстохове. 
С производством в генерал-майоры 4 апреля 1904 года был назначен командиром 2-й бригады 6-й пехотной дивизии. В этой должности умер 23 апреля (6 мая) 1906 года «от кровоизлияния в мозг, вследствие болезни артериосклерозом».
Жена — Елена Александровна. Имел 4 детей.

## Награды
российские
- орден Св. Анны 4-й ст. (1877)
- орден Св. Станислава 3-й ст. с мечами и бантом (1877)
- орден Св. Владимира 4-й ст. с мечами и бантом (1878)
- орден Св. Станислава 2-й ст. (1884)
- орден Св. Анны 2-й ст. (1888)
- орден Св. Владимира 3-й ст. (1894)

иностранные
- сербский орден Таковского креста 3-й ст. (1876)
- кавалерский крест гессенского ордена Филиппа Великодушного 2-й ст. с мечами (1884)